# Gouvernement Bonomi III
Pour les articles homonymes, voir Gouvernement Bonomi.
Royaume d'Italie 
 Période constitutionnelle transitoire
Bonomi II Parri
Le gouvernement Bonomi III (Governo Bonomi III, en italien) est le gouvernement du royaume d'Italie entre le 25 novembre 1944 et le 21 juin 1945, durant la XXXe législature.

## Composition
| Ministres                                                          | Ministres              | Ministres                                 | Ministres | Secrétaires d'État                                        | Secrétaires d'État                       | Secrétaires d'État            | Secrétaires d'État |
| Poste                                                              | Titulaire              | Titulaire                                 | Parti     | Affectation                                               | Nom                                      | Nom                           | Parti              |
| ------------------------------------------------------------------ | ---------------------- | ----------------------------------------- | --------- | --------------------------------------------------------- | ---------------------------------------- | ----------------------------- | ------------------ |
| Président du Conseil des ministres                                 |                        | Ivanoe Bonomi                             | PDL       | Présidence du Conseil                                     |                                          | Giuseppe Spataro              | DC                 |
| Vice-président du Conseil des ministres Ministre sans portefeuille |                        | Giulio Rodinò                             | DC        | Présidence du Conseil                                     |                                          | Giuseppe Spataro              | DC                 |
| Vice-président du Conseil des ministres Ministre sans portefeuille |                        | Palmiro Togliatti                         | PCI       | Présidence du Conseil Presse, Tourisme et Divertissement. |                                          | Francesco Libonati            | PLI                |
| Ministres sans portefeuille                                        |                        |                                           |           |                                                           |                                          |                               |                    |
| Ministre sans portefeuille                                         |                        | Giulio Rodinò                             | PLI       | Pas de titulaire                                          | Pas de titulaire                         | Pas de titulaire              | Pas de titulaire   |
| Ministres                                                          |                        |                                           |           |                                                           |                                          |                               |                    |
| Affaires étrangères                                                |                        | Alcide De Gasperi                         | DC        | Sans affectation                                          |                                          | Eugenio Reale                 | PCI                |
| Affaires étrangères                                                | Italiens de l’étranger | Alcide De Gasperi                         | DC        |                                                           | Renato Morelli                           | PLI                           |                    |
| Afrique italienne (intérim)                                        |                        | Ivanoe Bonomi                             | PDL       | Pas de titulaire                                          | Pas de titulaire                         | Pas de titulaire              | Pas de titulaire   |
| Intérieur                                                          |                        | Ivanoe Bonomi                             | PDL       | Sans affectation                                          |                                          | Enrico Molè                   | PDL                |
| Grâce et Justice                                                   |                        | Umberto Tupini                            | DC        | Sans affectation                                          |                                          | Dante Veroni                  | PDL                |
| Finances                                                           |                        | Antonio Pesenti                           | PCI       | Sans affectation                                          |                                          | Cesare Gabriele               | PLI                |
| Trésor                                                             |                        | Marcello Soleri                           | PLI       | Sans affectation                                          |                                          | Salvatore Scoca               | DC                 |
| Guerre                                                             |                        | Alessandro Casati                         | PLI       | Sans affectation                                          |                                          | Mario Palermo                 | PCI                |
| Guerre                                                             | Sans affectation       | Alessandro Casati                         | PLI       |                                                           | Luigi Chatrian (dès le 28 décembre 1944) | DC                            |                    |
| Aéronautique                                                       |                        | Carlo Scialoja (jusqu'au 14 janvier 1945) | PDL       | Sans affectation                                          |                                          | Ernesto Pellegrino            | Militaire          |
| Aéronautique                                                       |                        | Luigi Gasparotto (dès le 14 janvier 1945) | PDL       | Sans affectation                                          |                                          | Ernesto Pellegrino            | Militaire          |
| Marine                                                             |                        | Raffaele de Courten                       | Militaire | Sans affectation                                          |                                          | Carlo Bassano                 | PDL                |
| Marine                                                             | Sans affectation       | Raffaele de Courten                       | Militaire |                                                           | Giuseppe Montalbano                      | PCI                           |                    |
| Agriculture et Forêts                                              |                        | Fausto Gullo                              | PCI       | Sans affectation                                          |                                          | Antonio Segni                 | DC                 |
| Industrie, Commerce et Travail                                     |                        | Giovanni Gronchi                          | DC        | Industrie et Commerce                                     |                                          | Umberto Fiore                 | PCI                |
| Industrie, Commerce et Travail                                     | Travail                | Giovanni Gronchi                          | DC        |                                                           | Enrico Paresce                           | PDL                           |                    |
| Travaux publics                                                    |                        | Meuccio Ruini                             | PDL       | Sans affectation                                          |                                          | Gennaro Cassiani              | DC                 |
| Postes et télécommunications                                       |                        | Mario Cevolotto                           | PDL       | Sans affectation                                          |                                          | Mario Fano                    | Ind.               |
| Transports                                                         |                        | Francesco Cerabona                        | PDL       | Sans affectation                                          |                                          | Giambattista Rizzo            | PLI                |
| Instruction publique                                               |                        | Vincenzo Arangio-Ruiz                     | PLI       | Sans affectation                                          |                                          | Bernardo Mattarella           | DC                 |
| Italie occupée                                                     |                        | Mauro Scoccimarro                         | PCI       | Sans affectation                                          |                                          | Aldobrando Medici Tornaquinci | PLI                |
| Autres commissaires                                                |                        |                                           |           |                                                           |                                          |                               |                    |
| Sardaigne                                                          |                        | Pietro Pinna Parpaglia                    | Militaire | Pas de titulaires                                         | Pas de titulaires                        | Pas de titulaires             | Pas de titulaires  |
| Sicile                                                             |                        | Salvatore Aldisio                         | DC        | Pas de titulaires                                         | Pas de titulaires                        | Pas de titulaires             | Pas de titulaires  |
| Alimentation                                                       |                        | Gino Bergami                              | PLI       | Pas de titulaires                                         | Pas de titulaires                        | Pas de titulaires             | Pas de titulaires  |
| Anciens combattants                                                |                        | Luigi Gasparotto (dès le 14 avril 1945)   | PDL       | Pas de titulaires                                         | Pas de titulaires                        | Pas de titulaires             | Pas de titulaires  |
| -                                                                  |                        | Ercole Chiri (dès le 14 avril 1945)       | DC        | Pas de titulaires                                         | Pas de titulaires                        | Pas de titulaires             | Pas de titulaires  |